# Ministerium für digitale Transformation der Ukraine

Logo des Ministeriums für digitale Transformation der Ukraine

Das Ministerium für digitale Transformation der Ukraine (ukrainisch Міністерство цифрової трансформації України) ist eine Abteilung des Ministerkabinetts der Ukraine, die für die Formulierung und Umsetzung der Digitalisierung der öffentlichen Verwaltung, offene Daten, nationale IT-Ressourcen und die digitale Kompetenz der Bürger zuständig ist.
Der derzeitige Minister ist Mychajlo Fedorow, der seit dem 29. August 2019 im Amt ist. 

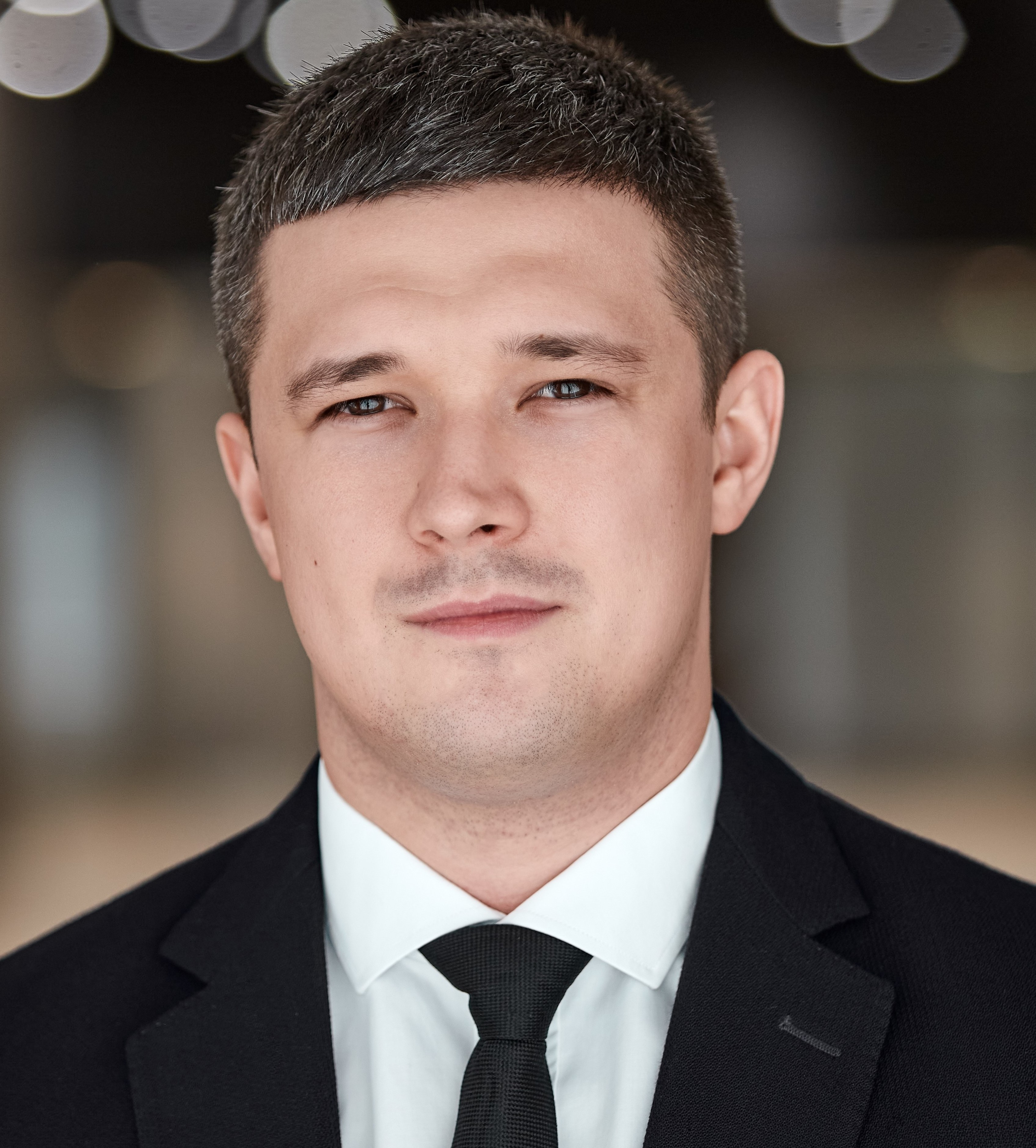
Mychajlo Fedorow (Minister für digitale Transformation)

Für Spenden für den Aufbau einer ukrainischen „Drohnenarmee“ wurde international mit dem Aufruf „“Dronate” it! Glory to Ukraine!” geworben.
Bereits am 28. März 2022 hatte das Ministerium ein NFT-Museum eröffnet, das dazu beitragen soll, die Staatlichkeit und die Geschichte der Ukraine zu bewahren, wobei alle Einnahmen an das Ministerium gehen.
Der Webseite bitcoin-2go.de zufolge unterstützt das ukrainische Ministerium 16 verschiedene Coins und Token.